# Другий фронт
Другий фронт — умовне найменування в СРСР в Другій світовій війні сухопутних бойових дій після висадки союзників (військ Британської імперії та США) у Франції 6 червня 1944 року.
Комуністичною пропагандою в СРСР під час Другої світової війни, а, пізніше, у радянській, і, так само, нині — в російській, історіографії термін «Другий фронт» прив'язувався до запропонованої керівництвом СРСР висадки значних військових сил союзників у Північній Франції. Бойові ж дії Великої Британії та Франції від вересня 1939 року, а США — від грудня 1941 року проти Третього Рейху, а саме дії союзників в Італії, Північній Африці, битва за Британію і взагалі — у районі Атлантики та Середземного моря — радянською стороною не вважалися «Другим фронтом».

## Історія створення та бойових дій
Вперше пропозицію про відкриття бойових дій проти Німеччини на півночі Франції висунув Й. Сталін у своєму листі до В. Черчилля 18 липня 1941 року. Перевага сил була на боці союзників антигітлерівської коаліліції.